# Stephen J. Elledge
Stephen Joseph Elledge (* 7. August 1956 in Paris (Illinois)) ist ein US-amerikanischer Genetiker und Krebsforscher und Professor an der Harvard Medical School in Cambridge, Massachusetts.
Elledge gilt als einer der führenden Forscher auf dem Gebiet der Regulation des Zellzyklus und der zellulären Antwort auf genotoxische Belastungen.

## Leben
Elledge erwarb 1978 einen Bachelor in Chemie an der University of Illinois und 1983 einen Ph.D. in Biochemie am Massachusetts Institute of Technology (MIT). Er arbeitete ab 1984 als Postdoktorand an der Stanford University. Eine erste Juniorprofessur für Biochemie erhielt er 1989 am Baylor College of Medicine in Houston, Texas, 1995 eine ordentliche Professur. Nach 14 Jahren am Baylor College wechselte Elledge 2003 an die Harvard Medical School in Cambridge, Massachusetts. Seit dem gleichen Jahr forscht er am Standort Brigham and Women’s Hospital in Boston für das Howard Hughes Medical Institute (HHMI).

## Wirken

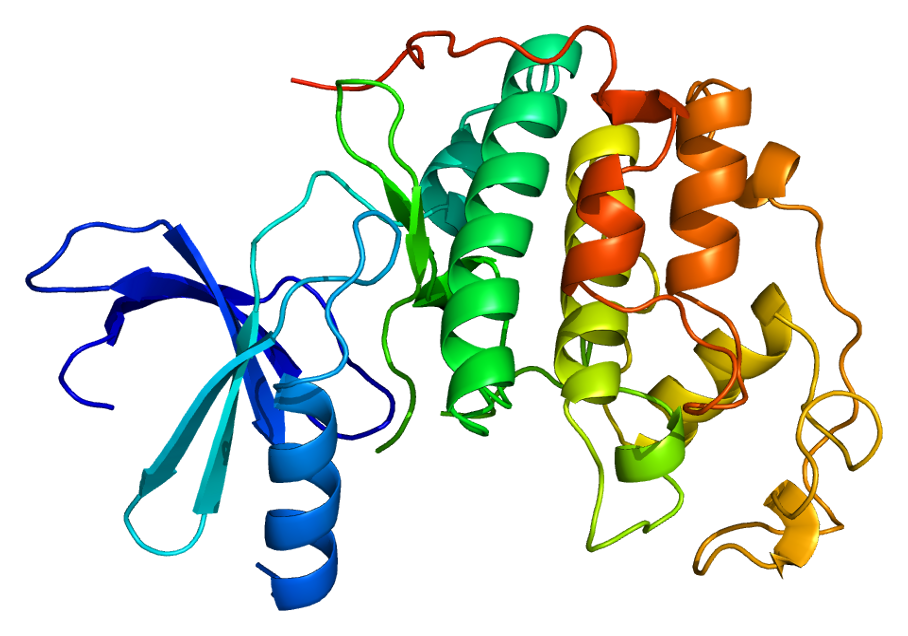
CDK2

In Stanford entdeckte Elledge bei seiner Arbeit über homologe Rekombination bei Eukaryoten zufällig eine Familie von Genen, die für Ribonukleotidreduktasen kodieren. Er konnte zeigen, dass diese Gene durch Schäden der DNA aktiviert werden. Diese Aktivierung kann als Marker für die Zellantwort auf DNA-Schädigung verwendet werden. In Houston entdeckte er das Gen für die CDK2 (cyclin-dependent kinase 2, Cyclin-abhängige Kinase 2), ein Enzym, das im Zellzyklus den Übergang von der G1- in die S-Phase reguliert und eine wichtige Rolle in der Tumorgenese spielt. Mittels eines two-hybrid-Systems, das Elledge entwickelt hatte, konnte er gemeinsam mit Wade Harper mehrere Mitglieder der Familie der CDK2-Inhibitoren identifizieren, darunter p21 und p57. Mutationen im p57 führen zum Beckwith-Wiedemann-Syndrom, einer Störung mit Großwuchs und gehäuften Tumoren.
Elledge ist bekannt für seine Arbeiten zur Wirkung der Ubiquitin-vermittelten Proteolyse auf das Proteom. Er konnte F-Box-Proteine identifizieren, die den Eiweißabbau in der Zelle regulieren, indem sie bestimmte Eiweiß-Zielsequenzen mit Ubiquitin markieren, worauf der Abbau durch Proteasomen folgt. Letztlich konnte die Familie der Ubiquitin-Cullin-Ligasen beschrieben werden.
Jüngere Arbeiten befassen sich mit gentechnischen Untersuchungen der Mechanismen, die der zellulären Erkennung von DNA-Schäden oder Krebs zu Grunde liegen. Gemeinsam mit Gregory Hannon (Cold Spring Harbor Laboratory) hat Elledge Bibliotheken von Maus- und Mensch-shRNA (short hairpin RNA) erstellt. In der Folge konnte eine Reihe von Tumorsuppressoren und von Proteinen identifiziert werden, von deren Vorhandensein das Überleben ausschließlich von Tumorzellen abhängt. Dies führte zum Konzept der non-oncogene addiction (NOA, nicht-onkogene Abhängigkeit).

## Auszeichnungen (Auswahl)
- 2001 Paul Marks Prize for Cancer Research
- 2002 National Academy of Sciences Award in Molecular Biology
- 2003 Mitgliedschaft in der National Academy of Sciences
- 2003 Mitgliedschaft in der American Academy of Arts and Sciences[2]
- 2005 Genetics Society of America Medal
- 2005 Hans-Sigrist-Preis
- 2010 Dickson Prize in Medicine[3]
- 2012 AICF Prize for Scientific Excellence in Medicine[4]
- 2013 Rosenstiel Award
- 2013 Canada Gairdner International Award[5]
- 2015 Wiley Prize in Biomedical Sciences[6]
- 2015 Albert Lasker Award for Basic Medical Research
- 2017 Breakthrough Prize in Life Sciences
- 2017 Gruber-Preis für Genetik